# Amazofonia
A amazofonia, ou dialeto nortista, é uma variação sociolinguística regional (ou geolinguística) do português formal brasileiro (não reconhecido oficialmente), que é empregada por boa parte dos habitantes da região amazônica. A maioria dos habitantes da Região Norte do Brasil, em cinco dos nove estados brasileiros da Amazônia Legal, principalmente nas duas maiores cidades (Manaus e Belém). Apresenta forte influência indígena e nordestina, além de portuguesa como a conjugação em segunda pessoa e "s" chiado.
Cabe ressaltar que a Cabeça do Cachorro amazônica é falante de uma língua própria, o nheengatu, e o sul e sudeste da região amazônica o dialeto da serra amazônica (ou arco do desflorestamento ou sotaque dos migrantes).

## Regiões
Este dialeto é empregado nas seguintes regiões e estados: Acre; Amazonas; Roraima; Amapá, e; parte do Pará, excluindo-se a região de Carajás.

## História
A história peculiar da ocupação da Amazônia pelos indígenas, em seguida portugueses e, depois nordestinos, resultou em uma composição própria sociolinguística (regional), o dialeto nortista ou amazofonia. Essa miscigenação histórica contribui para a existência de muitos termos/expressões amplamente usado na região, que formaram a identidade amazônida e a unidade histórico-cultural.
Os dialetos regionais, em especial os dialetos amazônidas, não são oficialmente reconhecidos pelo governo do Brasil, pois durante a história tentou combater as variações linguísticas no país, com a imposição de uma "fala correta", fomentando uns preconceitos linguísticos.

## Dialeto tradicional
Este dialeto é considerado brando (à exceção da letra "s") pois tem poucos vícios de linguagens comparado aos outros dialetos brasileiros, modo de falar herdado dos portugueses. Dentre as características principais desta variedade, destacam-se:
- o uso adequado da norma culta, a conjugação verbal com o pronome de tratamento na segunda pessoa do singular "tu", por exemplo:[8][11][12][10] "tu fizeste", "tu és", "tu foste", "tu chegaste";[10]
- a realização fonética do "r" e do "s" em coda silábica (rima) que se assemelha àquela observada no dialeto carioca;[3][10][11]
- a palatalização das consoantes dentais (/d/, /l/, /n/ e /t/) diante de [i], [ĩ] (por exemplo, galinha [gaˈʎĩɲɐ], com o l possuindo o som de lh, ou bonito [buˈɲitʊ], com o n possuindo o som de nh);
- em alguns municípios, também ocorre o alçamento da vogal média/tônica /o/ para uma vogal alta [u] (por exemplo, grosso [ˈgɾusʊ]); este alçamento existe também em outros dialetos do português, mas apenas em sílabas átonas e não nas tônicas.
- termos da língua tupi, herança indígena ancestral, como por exemplo "carapanã" e "igarapé";[3]
- modo de falar mais anasalada.[3]

Para pessoas de outras regiões, esse sotaque pode soar como sotaque carioca, porém existem diferenças primordiais, como:
- não há palavras gingadas[carece de fontes?][necessário esclarecer];
- quase não existe o emprego de você, salvo as formalidades;[2][3][7]
- não ocorre a substituição da fricativa pós-alveolar em coda ([ʃ] ou [ʒ], ortograficamente s) por uma fricativa velar ([x], o som da letra r em coda), à diferença daquilo que se observa no dialeto carioca (em que, por exemplo, mesmo pode ser pronunciado como mermo);
- as consoantes /l/ e /n/ se palatalizam a [ʎ] e [ɲ] diante de [i], [ĩ];
- a nasal palatal nh /ɲ/ se realiza sempre com uma oclusão completa no ponto de articulação palatal, em contraste a muitos outros dialetos do português, em que comumente ocorre uma realização aproximante da mesma consoante ([j̃]);
- tende-se a usar mais próclises do que ênclises.
- som chiado do S com som de X: como por exemplo nas palavras "mesmo" e "folhas".[3]

A explicação para a composição e a formação desse sotaque é histórica: devido a forte colonização portuguesa na região Norte, em diversas vezes ao longo da história, além de um contato muito forte luso-indígena e a pouca influência linguística de outros povos. Sendo um sotaque empregado em quase toda a região amazônica. Unido com o dialeto nordestino, formam a base do português brasileiro setentrional.

### Variantes
São seis os principais sub-dialetos da amazofonia:	
- Cametaês: sub-dialeto utilizado na região da cidade de Cametá, e algumas regiões da Ilha de Marajó;[16]
- Metropolitano amazônico ou dialeto tradicional[10]: falado principalmente nas regiões metropolitanas de Belém e Manaus.[17] Caracterizado principalmente pelo não uso do pronome de tratamento "você", que é substituído por "tu", como por exemplo "tu fizeste" e "tu chegaste", e caracterizado também pela omissão do pronome, como por exemplo "fizeste isso?" e "chegaste bem?".[10]
- Bragantinês: falado nas regiões das cidades de Bragança, Capanema e, Capitão Poço.[18]
- Acreanês: sub-dialeto utilizado na zona fronteiriça acreana com a Bolívia, que possui alguma influência do espanhol camba boliviano, do franco-criolo haitiano e, das línguas indígenas; explicitamente, em Brasiléia e Plácido de Castro[19][20]
- Amapaês ou oiapoquês: com mais falantes ao norte do estado, que está sob influência do franco-guianense;[21]
- Roraimês: com influência do espanhol guaianês em função da forte migração venezuelana, sendo a zona de variante mais nova da amazofonia.[22]

## Léxicos
Alguns termos e expressões, com o respectivo significado:
- "Baixa da égua": local distante
- "De bubuia": ficar tranquilo
- "Hum tá cheiroso": de forma alguma
- "Tu é leso, é?": Você tá doido, é?
- Abocorar: ficar acomodado em algum lugar.
- Acocar:: agachar.
- Adubar: colocar muito, quando enche o prato de comida
- Agora lascou-se/Deu busuleta: apareceu um problema
- Aporrinhas: aborrecer.
- Apresentado: atrevido.
- Ardilósa/Taído: pimenta picante, ardída.
- Arredar: afastar-se.
- Arrganhar: abrir demais
- Arremdear/Avacalhar: debochar de uma pessoa.
- Arriado: bem abaixado ou muito doente.
- Baguda: é a farinha de mandioca de grãos (bagos) grossos
- Baixar: descer o rio.
- Bajara: canoa com motor de popa rabeta.
- Barão/Buaido: pessoa rica, com dinheiro.
- Barco-gaiola: embarcação dos rios amazônicos.
- Benjamim: extensão de tomada elétrica.
- Bóia: alimento no prato.
- Bombom: doce.
- Bora logo!: vamos embora depressa
- Boró/dinheiro miúdo: dinheiro trocado ou moedas.
- Breado: suado
- Brocado: fome.
- Bustela: muco/meleca do nariz.
- Caba: marimbondo nativo.
- Carapanã: pernilongo, mosquito.
- Caboquice: algo brega ou interiorano
- Cagribota: cachaça.
- Caixão e vela preta/Levou o farel: morreu
- Canto: esquina.
- Capar o gato: ir embora depressa.
- Caribé: mingau de farinha fina.
- Catita: ratazana e pessoa fofoqueira.
- Chope: raspadinha ou saco com suco congelado / sacolé.
- Chibé: água com farinha de mandioca.
- Cóque: bater na cabeça com os dedos.
- Ralho: chamar a atenção, bronca
- Cuíra: gastura ou impaciência.
- Curuba : ferida coagulada.
- Deu prego/Esbandalhou/Escangalhou: quebrou, parou.
- Descair: soltar linha para elevar a pipa mais alto no céu/ganhar altura.
- Diacho: espanto
- Embrulhar: cobrir com cobertor ou papel.
- Emperiquitado: bem vestido, as vezes de modo exagerado.
- Encarnado: avermelhado.
- Esculhambar/Escrotiar: dar uma bronca.
- Esmgalhar: amassar, desmanchar.
- Espocar: explodir.
- Gita/Gitita: pequena.
- Grafite: carga de lapizeira
- Igarapé: córrego.
- Ilharga: lado e quadris.
- Inháca: fedor.
- Ispía: olhar.
- Jacinta: libélula.
- Jerimum: abóbora.
- Leso/Leseira: faz besteira.
- Mixa: lembranças de alguém que nunca mais apareceu.
- Mucura: gambá nativo.
- Mufino: triste, abatido.
- Muquear: bater.
- Murrinha: preguiça.
- Mutuca: mosca grande
- Onda: confusão.
- Osga: lagartixa pequena.
- PAPA-CHIBÉ: paraense autêntico
- Papagaio: pipa.
- Papudinho: cachaceiro.
- Parrudo: pessoa com ombros largos
- Patetar/Patetice: ficar de bobeira
- Pavulagem: metido
- Pereba: sarna.
- Pirento: alguém acometido de pira ou com baixa qualidade
- Pissica: azar ou torcer contra.
- Pitiú: cheiro típico do peixe.
- Pomba-lesa: pessoa palerma.
- Potóca: mentira.
- Rabióla: pipa de cauda comprida.
- Ralado: difícil, complicado.
- Rapidóla: fazer rapido.
- Sem termo: não possui bons modos
- Sumano: apócope de "seu mano"
- Ta safo!: ok.
- Tapióca/Beju: iguaria.
- Tapurú: larva de mosca.
- Téba: algo é grande.
- TÔ-MA-TE!: bem feito!
- TOPADA: tropeçar, bater o dedo.
- Torado: pessoa forte.
- Toro: chuva forte.